# Clueless (film)
Clueless (znany też jako Słodkie zmartwienia) – amerykańska komedia romantyczna z 1995 roku, w reżyserii Amy Heckerling.

## Opis fabuły
15-letnia Cher mieszka w Beverly Hills, kocha modę, a swym wdziękiem potrafi zjednać sobie wszystkich. Kiedy odkrywa, że oceny na szkolnym świadectwie będą niższe od jej oczekiwań, do ich podwyższenia postanawia użyć wdzięku i uroku osobistego. Odmawia jej tylko jeden nauczyciel, więc nastolatka wpada na inny pomysł – postanawia wyswatać go z jedną z nauczycielek. W międzyczasie Cher pomaga nowej uczennicy, Tai, przeobrazić się z tzw. "szarej myszki" w atrakcyjną kobietę. Okazuje się, że podkochuje się w niej przyrodni brat Cher, Josh.

## Obsada aktorska
- Alicia Silverstone (Cher Horowitz)
- Stacey Dash (Dionne)
- Brittany Murphy (Tai Fraiser)
- Paul Rudd (Josh Horowitz)
- Donald Faison (Murray)
- Dan Hedaya (Mel Horowitz)
- Elisa Donovan (Amber)
- Breckin Meyer (Travis Birkenstock)
- Jeremy Sisto (Elton)
- Aida Linares (Lucy)